# 오봉역
오봉역(Obong station, 五峯驛)은 경기도 의왕시 이동에 있는 남부화물기지선의 화물역이다. 근처에 있는 오봉산의 이름을 따서 지었다.

## 연혁
- 1983년 6월 15일 : 컨테이너 화물기지 준공
- 1984년 7월 20일 : 오봉역으로 영업 개시
- 1992년 3월 2일 : 의왕역으로 역명 변경
- 1992년 5월 14일 : 화물 취급 제한 지정 해제
- 1993년 7월 1일 : 의왕 컨테이너 내륙통관기지(ICD) 개장
- 1995년 5월 12일 : 부곡 복합화물터미널 기공
- 2004년 6월 25일 : 오봉역으로 역명 환원

## 역 구조
2면 20선의 구조로, 역사로부터 9개의 측선, 2개의 상부본선, 상본선, 하본선, 2개의 하부본선, 5개의 측선이 있으며 상본선과 하본선의 양쪽으로 쌍섬식 승강장이 있다.
그 외에 제1컨테이너기지에 8개선, 제2컨테이너기지에 3개선, 양회기지에 12개선, 2개의 인상선(역 구내에서 환차를 위해 쓰이는 선로), 2개의 수차선(수리 대상 열차용 선로) 등이 있다.

## 기타
- 당초에는 남부순환선과 직결 운행하여 여객 취급을 할 계획에 대비하여 승강장, 지하 횡단 통로, 기타 여객 취급 관련 시설을 일부 만들어 놓았으나, 계획이 무산되어 현재 여객 취급 관련 시설은 여타 시설로 전용되고 있다.
- 의왕 기점 3.0km 위치에 있으나, 운임 계산시에는 4.4km가 적용된다.